# Betty White

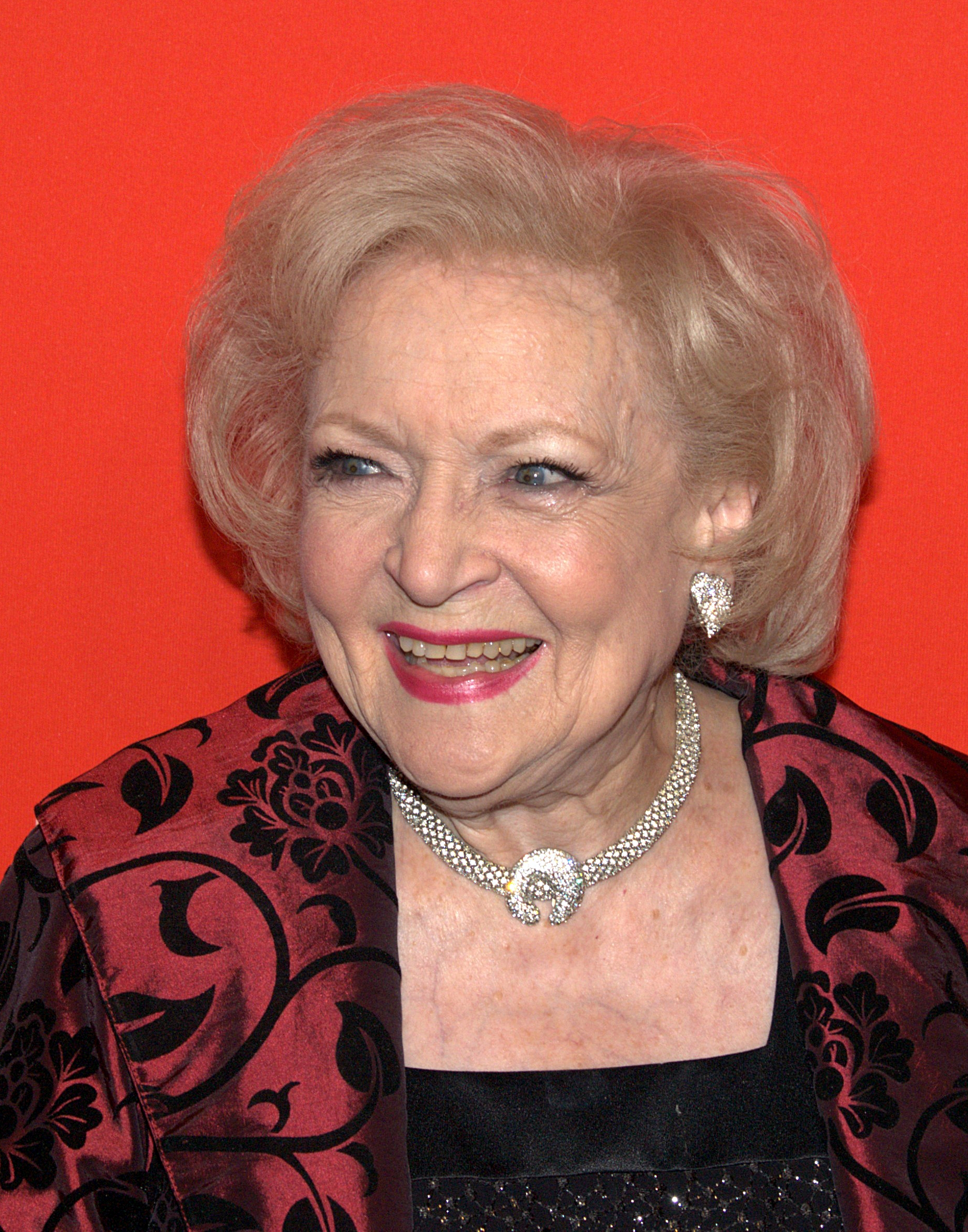
Betty White la Gala Time 100 în 2010

Betty White (n. 17 ianuarie 1922, Oak Park, Cook County, Illinois, SUA – d. 31 decembrie 2021, Brentwood⁠(d), California, SUA), pe numele său întreg Betty Marion White, a fost o actriță americană, comediant, autor și fostă prezentatoare a unui show de televiziune.  White a fost o pionieră a epocii de aur a televiziunii, cu o carieră de opt decenii. A fost printre primele femei care au exercitat controlul în fața și în spatele camerei și prima femeie care a produs un sitcom (Life with Elizabeth),  fapt care a contribuit la desemnarea ei primar de onoare al Hollywood-ului în 1955.
A fost cunoscută pentru rolurile sale din producții de televiziune, ca Sue Ann Nivens din The Mary Tyler Moore Show și Rose Nylund din The Golden Girls. În 2010 a interpretat rolul Elka Ostrovsky în sitcomul Hot in Cleveland. De-a lungul carierei sale de actriță a scris mai multe romane. A câștigat opt premii Emmy la diferite categorii, trei premii pentru comedie americană, trei premii Screen Actors Guild și un premiu Grammy. În mai 2010 a devenit cea mai în vârstă gazdă a show-ului Saturday Night Live. Este cunoscută drept Prima Doamnă a Televiziunii, nume care este și subtitlul unui documentar din 2018 despre viața ei.
White a lucrat mai mult în televiziune decât oricine altcineva și pentru acest lucru ea a fost înscrisă în 2018 în Cartea recordurilor Guinness. Ea are o stea pe Hollywood Walk of Fame și a fost inclusă în 1985 Television Hall of Fame.

## Tinerețe
Betty Marion White s-a născut în Oak Park, Illinois, pe 17 ianuarie 1922. Ea a declarat că Betty era numele ei legal și nu o versiune prescurtată a lui Elizabeth. A fost singurul copil al lui Christine Tess (née Cachikis; 1899–1985), casnică, și al lui Horace Logan White (1899–1963), director al unei companii de iluminat. Bunicul ei patern era danez, iar bunicul matern era grec.
Familia lui White s-a mutat în Alhambra, California, în 1923, când ea avea puțin peste un an, iar perioada Marii Crize s-au mutat la Los Angeles. Pentru a câștiga bani în plus, tatăl ei a construit radiouri cu cristal și le-a vândut.
White a urmat liceul din Beverly Hills pe care l-a absolvit în 1939. Vacanțele de familie în Sierra Nevada i-au trezit interesul pentru fauna sălbatică. Ea a aspirat inițial la o carieră ca pădurar dar nu a reușit să realizeze acest lucru deoarece, la acea vreme, femeile nu aveau voie să ocupe astfel de posturi. În schimb, White și-a urmărit interesul pentru scris. Ea a scris o piesă și a jucat rolul principal în ea și astfel și-a descoperit interesul pentru arta spectacolului.  Inspirată de idolii ei Jeanette MacDonald și Nelson Eddy a decis să urmeze o carieră în actorie.
Cea mai timpurie experiență a lui White în lumea divertismentului a fost invitația de a participa la un program de radio în 1930, când avea opt ani. Apoi a apărut într-un episod al unui program de radio numit Empire Builders, care a fost difuzat pentru prima dată pe 22 decembrie în acel an. La trei luni după absolvirea liceului, ea și un coleg de clasă au cântat cântece din The Merry Widow într-o emisiune experimentală de televiziune. White și-a găsit un loc de muncă în modeling, iar primul ei job de actorie profesionistă a fost la Bliss Hayden Little Theatre. Când a izbucnit al Doilea Război Mondial, și-a întrerupt cariera și s-a înscris în Serviciile de voluntariat pentru femei americane. Munca ei de voluntariat a inclus conducerea unui camion PX cu provizii militare la Hollywood Hills. Ea a participat, de asemenea, la evenimente pentru trupe înainte ca acestea să fie dislocate peste ocean.

## Carieră

### Începuturi
După război, White a căutat de lucru pe la studiourile de film, dar a fost întotdeauna refuzată pentru că „nu era fotogenică”. Așa că a început să caute locuri de muncă la radio, unde nu conta modul în care arăta. Primele ei slujbe la radio au inclus citirea de reclame, cântatul unor scurte refrene și, uneori, chiar producerea unor zgomote din mulțime. Ea câștiga aproximativ cinci dolari pe emisiune. Era dispusă să cânte într-un spectacol sau să apară într-o emisiune locală de radio chiar și fără plată. White a apărut în emisiuni precum Blondie, The Great Gildersleeve și This Is Your FBI pentru ca apoi să i se ofere propria emisiune radio, numită The Betty White Show. În 1949, ea a început să apară în calitate de co-gazdă alături de Al Jarvis la emisiunea de televiziune în direct de tipul Hollywood on Television (Hollywood la televizor) la posturile TV KFWB și la KCOP-TV din Los Angeles.  
În 1952, după plecarea lui Jarvis, White a început să găzduiască singură emisiuni,  acoperind timp de patru ani, șase zile pe săptămână, în fiecare ediție câte cinci ore și jumătate de televiziune în direct, ad lib. În toate serialele sale variate de-a lungul anilor, White a cântat cel puțin câteva melodii în timpul fiecărei filmărilor. În 1951, a fost nominalizată la primul ei premiu Emmy ca „Cea mai bună actriță” la televiziune, concurând cu Judith Anderson, Helen Hayes și Imogene Coca. 

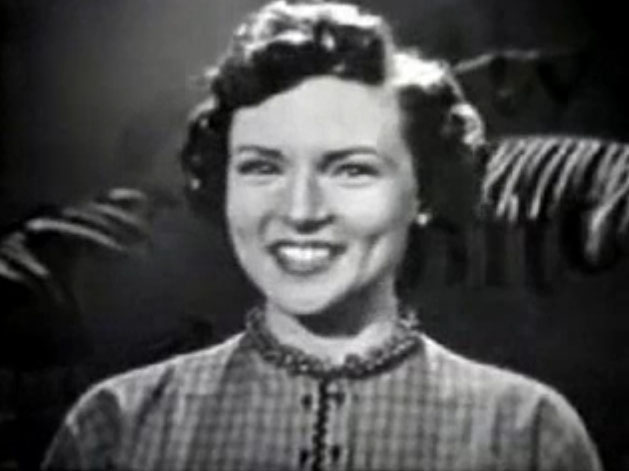
White în emisiunea Betty White în 1954

În 1952, în același an în care a început să găzduiască emisiunea Hollywood la Televizor, White a co-fondat Bandy Productions împreună cu scriitorul George Tibbles și producătorul Don Fedderson.  Ei au creat noi emisiuni folosind personaje existente din schițele prezentate la Hollywood la televizor . White, Fedderson și Tibbles au creat serialul de comedia de televiziune Life with Elizabeth (Viața cu Elizabeth), iar White a interpretat rolul principal în acesr serial.  Inițial serialul a fost o producție live a postului KCOP-TV în 1951 și acest serial i-a adus lui White un premiu Los Angeles Emmy în 1952.    
Viața cu Elizabeth a fost distribuită la nivel național între 1952 și 1955, permițându-i lui White să devină una dintre puținele femei din televiziune cu control creativ deplin în fața și în spatele camerei.  Serialul era neobișnuit pentru un sitcom din anii 1950, deoarece era coprodus și deținut de o femeie de douăzeci și opt de ani care încă locuia cu părinții ei. White a spus că, la acea vreme, nu își făceau griji cu privire la relevanță subiectelor discutate și că, de obicei, acțiunile din serial se bazau pe situații din viața reală care i se întâmplau ei, actorului care îl juca pe Alvin și scriitoarei serialului. 
În 1954, White a găzduit și produs propria ei emisiune zilnică de discuții/variete, The Betty White Show, la NBC.  La fel ca serialul ei, ea a avut control creativ asupra emisiunii și a reușit să angajeze o femeie regizor.  Spectacolul a fost criticat pentru includerea lui Arthur Duncan, un interpret de culoare, ca membru în distribuția emsiunii. Criticile au continuat când NBC a început transmiterea emisiunii la nivel național. Posturile locale din sud au amenințat că vor boicota televiziunea dacă Duncan nu va fi eliminat.  White a răspuns „Îmi pare rău. Obișnuiți-vă cu asta.”, și i-a oferit crescut lui Duncan timpul în emisiune.   Inițial, emisiunea a avut succes, pe baza evaluărilor publicului dar emisiunea și-a schimbat în mod repetat intervalele de timp și asta i-a afectat în mod negativ audiența. Până la sfârșitul anului, NBC a decis anularea emisiunii. 
Din 1957 până în 1958, White a jucat rolul lui Vicki Angel în sitcom-ul Date with the Angels de la postul ABC.  Intenția inițială a emisiune era să se bazeze pe piesa Dream Girl a lui Elmer Rice, și să se concentreze pe tendințele de visare ale lui Vicki. Cu toate acestea, sponsorul serialului nu a fost mulțumit de elementele fantastice și a făcut presiuni pentru a le elimina. „Pot spune sincer că a fost singura dată când mi-am dorit să părăsesc un serial”, a spus White mai târziu.  Sitcom-ul a fost un dezastru critic și de evaluări, dar ABC nu i-a permis lui White să rezilieze contractul ci i-a cerut să rămână încă treisprezece săptămâni până la finalul contractului. În loc să facă o versiune readaptată a serialului, White și-a repornit vechul format de emisiune de discuții/variete, The Betty White Show, și aceste emisiuni s-au difuzat până când contractul a fost îndeplinit.” 
Sitcom-ul i-a oferit lui White și câteva experiențe pozitive: în timp ce lucra la el, ea a cunoscut-o pe Lucille Ball. Cele două au legat rapid o prietenie datorită realizărilor lor de succes din afacerile de televiziune dominate de bărbați în anii '50. Ele s-au susținut una pe alta în perioade de divorț, boală, pierderi personale și chiar au concurat între ele la diferite emisiuni concurs.  
În iulie 1959, White și-a făcut debutul profesional pe scenă într-o producție de o săptămână a piesei Third Best Sport, la Ephrata Legion Star Playhouse din Ephrata, Pennsylvania . 

### Anii 1960
Până în anii 1960, White era cunoscută în emisiuni de jocuri și talk-show-uri ca The Tonight Show din perioada lui Jack Paar și, mai târziu, Johnny Carson. Între 1961și 1975 ea a participat de multe ori ca invitată în emisiunea Password. În 1963, White s-a căsătorit cu gazda emisiunii, Allen Ludden. Ulterior, ea a apărut și în variantele mai noi ale emisiunii, Password Plus,  Super Password, și Million Dollar Password. White a apărut frecvent în emisiuni concurs cum ar fi: la What's My Line?[nefuncțională]
 (începând din 1955), To Tell the Truth (în 1961, 1990 și 2015), I've Got a Secret (în 1972–73), Match Game (1973–1982) și Pyramid (începând din 1982). Și-a făcut debutul în filme de lungmetraj cu rolul Elizabeth Ames Adams, senatoare de Kansas, în drama din 1962 Advise & Consent.
NBC i-a oferit un rol de prezentatoare în emisiunea Today . Ea a refuzat oferta pentru că nu a vrut să se mute definitiv în New York City (unde este produsă emisiunea). Poziția i-a revenit în cele din urmă lui Barbara Walters. Începând cu perioada anilor 1950 White fost gazdă și comentator la nouăsprezece ediții ale paradei anuale Rose Parade transmisă pe NBC, unde i-a avut colegi pe Roy Neal și mai târziu pe Lorne Greene. 

### Anii 1970

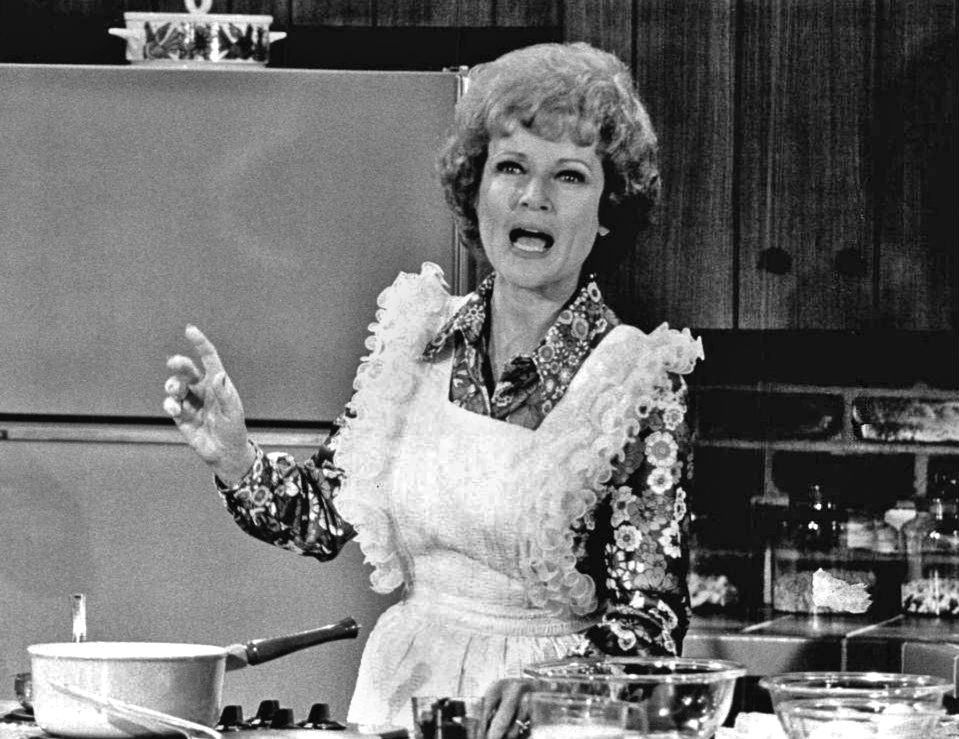
White ca Sue Ann Nivens în emisiunea The Mary Tyler Moore Show

În 1973, White a apărut de mai multe ori în cel de-al patrulea sezon al serialului The Mary Tyler Moore Show , în rolul „devoratoarei de bărbați ” Sue Ann Nivens.  Rolul i-a adus lui White alte două premii Emmy. Deși acel rol a fost un punct culminant al carierei ei, White a simțit că imaginea personajului era „dulceagă”, și o vedea ca pe definiția pasivității feminine.
În 1975, NBC a renunțat la White ca gazdă pentru parada Roses Parade deoarece aveau senzația că White se identifică prea mult cu personajul dinThe Mary Tyler Moore Show de la televiziunea rivală CBS. White a recunoscut pentru revista People că a fost dificil „să privesc pe altcineva comentând parada mea”. Nu după mult timp avea să înceapă o serie de zece ani ca gazdă a Paradei Macy de Ziua Recunoștinței pentru CBS. După încheierea serialului The Mary Tyler Moore Show în 1977, lui White i s-a oferit propriul sitcom pe CBS, a patra variantă a emisiunii intitulate The Betty White Show. Alături de ea au fost John Hillerman și Georgia Engel dar emisiunea concura în același interval de timp cu emisiunea Monday Night Football și a avut evaluări slabe care au dus la anularea emisiunii după un sezon.  

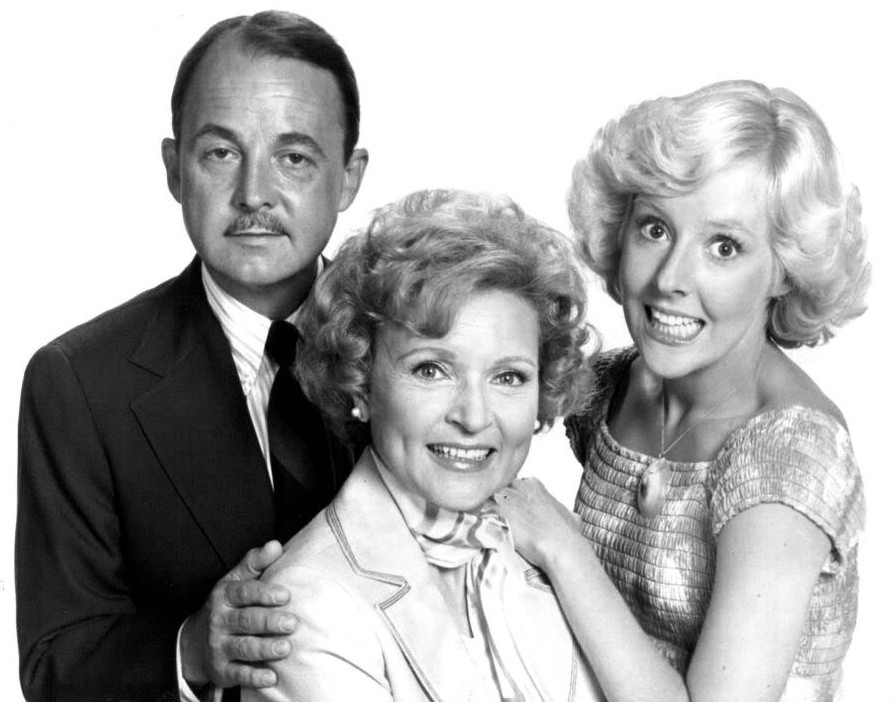
Fotografie cu distribuție din The Betty White Show din 1977. De la stânga-John Hillerman, Betty White, Georgia Engel.

Mai apoi White a apărut de mai multe ori în emisiuni cum ar fi:The Carol Burnett Show și The Tonight Show Starring Johnny Carson, apărând în multe schițe. Ea a început să joace în mai multe filme și miniseriale de televiziune, inclusiv With This Ring, The Best Place to Be, Before and After și The Gosip Columnist . 

### Anii 1980
În 1983, White a devenit prima femeie care a câștigat un premiu Emmy pentru emisiuni din timpul zilei la categoria Outstanding Game Show Host, pentru emisiunea Just Men! de la NBC Datorită volumului de muncă pe care l-a făcut pentru această emisiunea White a fost considerată „Prima Doamnă a concursurilor”. 
Din 1983 până în 1984, White a avut un rol recurent în serialul Mama's Family unde o juca pe Ellen Harper Jackson, și unde a avut-o parteneră pe Rue McClanahan, care îi va deveni colegă de serial în Golden Girls. White a creat acest personaj dintr-o serie de schițe realizate în anii 1970 în cadrul Carol Burnett Show. 
În 1985, White a obținut cel de-al doilea rol principal și cel mai mare succes al carierei ei în serialul The Golden Girls (Fetele de Aur) jucând rolul lui Rose Nylund, o femeie originară din St. Olaf, Minnesota. Serialul relata viețile a patru femei văduve sau divorțate aflate în „anii lor de aur” și care împărțeau o casă în Miami. Serialul Fetele de Aur, în care au jucat și Bea Arthur, Estelle Getty și Rue McClanahan, a avut un succes imens și a rulat din 1985 până în 1992. White a câștigat un premiu Emmy, pentru cea mai bună actriță într-un serial de comedie, pentru primul sezon din The Golden Girls și a fost nominalizată la acea categorie în fiecare an al serialului (Getty a fost, de asemenea, nominalizată în fiecare an, dar în categoria actrițe în rol secundar).
White a avut o relație tensionată cu colega ei Bea Arthur din serialul The Golden Girls, tensiune care se simțea atât pe platoul de televiziune cât și în afara lui. White spunea că Arthur „nu mă iubea prea tare” și că „uneori mă simțea ca pe o durere în gât. Asta vedea de la atitudinea mea pozitivă – și o înnebunea uneori pe Bea. Uneori, dacă eram fericită, ea era furioasă.”   După moartea lui Arthur în 2009, White a spus: „Știam că o să doară, pur și simplu nu știam că o să doare atât de mult”. În ciuda diferențelor lor, serialul Fetele de Aur a fost o experiență pozitivă pentru ambele actrițe. 

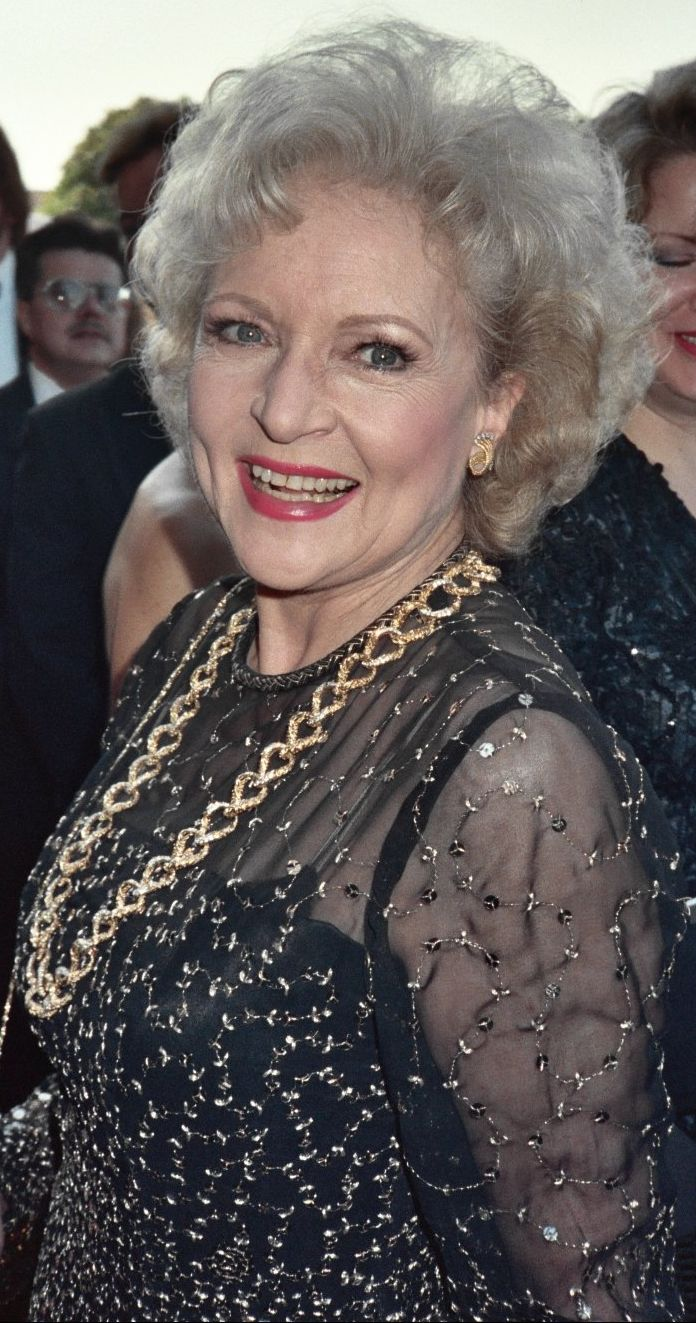
White la Premiile Emmy din 1989

### Anii 1990
The Golden Girls s-a încheiat în 1992, după ce Arthur și-a anunțat decizia de a părăsi serialul. White, McClanahan și Getty și-au reluat rolurile ca Rose, Blanche și Sophia într-o continuare a serialului intitulată The Golden Palace. Serialul a fost filmat doar un sezon. În plus, White a reluat personajul Rose Nylund în cadrul aparițiilor în emisiunile NBC Empty Nest și Nurses, ambele filmate în Miami.
După încheierea serialului The Golden Palace  White a jucat în mai multe programe de televiziune (cum ar fi Suddenly Susan, The Practice și Yes, Dear), apariții pentru care și a fost nominalizată la premiile Emmy. În 1996 a câștigat un Emmy la categoria cea mai bună actriță invitată într-un serial de comedie, pentru apariția ca ea însăși într-un episod din The John Larroquette Show .  

### Anii 2000
În decembrie 2006, White a avut 22 de apariții în rolul lui Ann Douglas, mama personajului feminin central al serialului, Stephanie Forrester, interpretată de Susan Flannery, în telenovela The Bold and the Beautiful.  Din 2005 până în 2008 ea a jucat, de asemenea, un rol recurent în Boston Legal la ABC, ca șantajista Catherine Piper, rol pe care l-a jucat inițial ca invitată în 2004 în serialul The Practice. 
White a apărut de mai multe ori la The Tonight Show cu Jay Leno și The Late Late Show cu Craig Ferguson interpretând mai multe schițe. Pe 12 iunie 2008 a revenit la emisiunea Password în ultimul format Million Dollar Password. În 2008, ea a apărut în The Oprah Winfrey Show, participând la emisiunea specială dedicată reuniunii echipei de la Mary Tyler Moore Show. Începând cu 2007, White a fost prezentată în reclame de televiziune pentru PetMed Express, subliniind interesul ei pentru grija pentru animale. 
În 2009, White a jucat în comedia romantică The Proposal alături de Sandra Bullock și Ryan Reynolds.
Tot în 2009, compania de dulciuri Mars, Incorporated a lansat o campanie pentru batinul Snickers; sloganul campaniei a fost: „Nu ești tu când ți-e foame”. White a apărut, alături de Abe Vigoda, într-o reclamăîn timpul Super Bowl XLIV 2010. Reclama a devenit foarte populară și a câștigat primul loc în Super Bowl Ad Meter.  

### Anii 2010
După succesul reclamei Snickers, în ianuarie 2010 a început o campanie populară pe Facebook numită „Betty White to Host SNL (Please)” - Betty White să găzduiască SNL (Vă rugăm). Grupul se apropia de 500.000 de membri când NBC a confirmat că White va găzdui emisiunea Saturday Night Live pe 8 mai. La vârsta de 88 de ani, White a fost cea mai în vârstă persoană pentru a găzduit emisiunea.   În monologul ei de deschidere, White a mulțumit Facebook-ului și a glumit că „nu știam ce este Facebookul dar acum că știu ce este, trebuie să spun, pare că este o pierdere enormă de timp”.  Apariția i-a adus un premiu Primetime Emmy în 2010 pentru cea mai bună actriță invitată într-o emisiune de comedie. 
În iunie 2010, White a preluat rolul Elka Ostrovsky, îngrijitoarea casei, în sitcomul original al TV Land, Hot in Cleveland, împreună cu Valerie Bertinelli, Jane Leeves și Wendie Malick. White trebuia să apară doar în pilotul emisiunii, dar i s-a cerut să mai rămână.  În 2011, White a fost nominalizată la un premiu Primetime Emmy pentru cea mai bună actriță în rol secundar într-un serial de comedie pentru rolul ei, dar a pierdut în fața lui Julie Bowen pentru Modern Family .  Serialul a rulat timp de șase sezoane, un total de 128 de episoade, episodul final de o oră fiind difuzat pe 3 iunie 2015. 
White a jucat și în prezentarea Hallmark Hall of Fame a filmului The Lost Valentine pe 30 ianuarie 2011, și, din 2012 până în 2014, White a găzduit și a fost producător executiv pentru emisiunea Betty White's Off Their Rockers, în care cetățenii în vârstă îi păcăleau pe cei din generațile mai tinere.  Pentru acestă emisiune ea a primit trei nominalizări la Emmy.
Un calendar cu Betty White pentru 2011 a fost publicat la sfârșitul anului 2010. Calendarul prezenta fotografii din cariera lui White și imagini cu ea și diverse animale. De asemenea, ea și-a lansat propria linie de îmbrăcăminte pe 22 iulie 2010, care prezenta cămăși cu fața ei pe ele. Toate încasările realizate au mers către diverse organizații de caritate pentru animale pe care le-a susținut. 

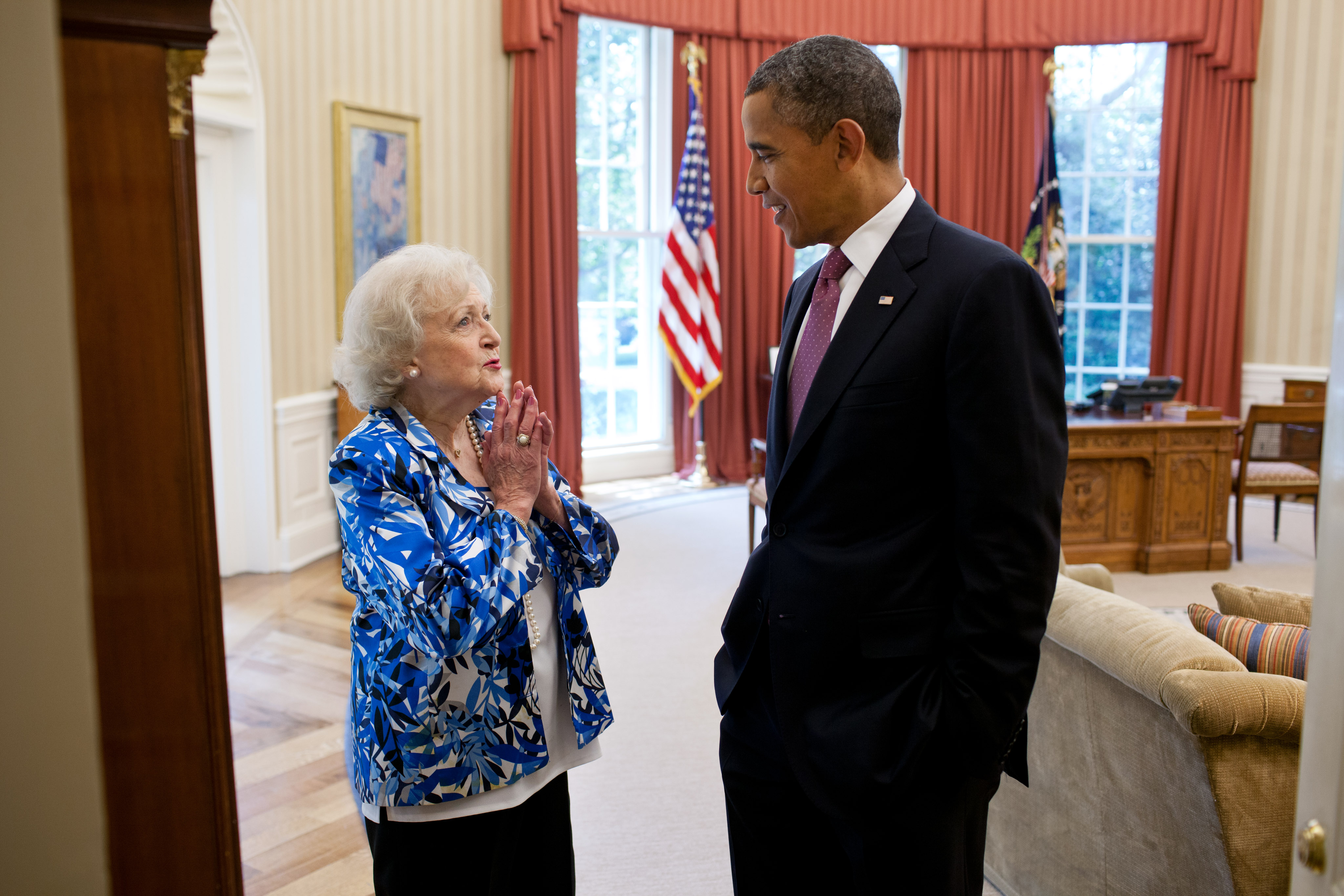
Președintele Barack Obama vorbește cu Betty White în Biroul Oval în iunie 2012

Succesul lui White a continuat în 2012, cu primul ei premiu Grammy pentru o înregistrare vorbită pentru cartea ei bestseller If You Ask Me. Ea a câștigat, de asemenea, premiul UCLA Jack Benny pentru comedie, premiu care îi recunoștea contribuția semnificativă în domeniul comediei de televiziune. 
Pe 16 ianuarie 2012 NBC a difuzat o emisiunea specială de televiziune, Betty White's 90th Birthday Party. În emisiunea au apărut mai multe vedete cu care White a lucrat de-a lungul anilor, precum și un mesaj din partea președintelui în exercițiu Barack Obama .  În ianuarie 2013, NBC a sărbătorit încă o dată ziua de naștere a lui Betty White cu o ediție specială difuzată pe 5 februarie, cu prieteni celebri, inclusiv fostul președinte Bill Clinton. 
În 2019, White a apărut în Pixar Toy Story 4, oferind vocea lui Bitey White, un tigru de jucărie care a fost numit după ea.  Celelalte jucării cu care a împărtășit o scenă au fost numite și jucate de Carol Burnett, Carl Reiner și Mel Brooks . White a comentat că „A fost minunat felul în care ne-au încorporat numele în personaje. . . Eu sunt o iubitoare de animale, așa că tigrul a fost perfect!" 

### Anii 2020
În decembrie 2021, înainte de moartea lui White, un nou film în stil documentar a fost anunțat: Betty White: 100 Years Young - A Birthday Celebration va fi lansat în cinematografele din SUA la 100 de ani de la nașterea ei, pe 17 ianuarie 2022.  Documentrul are în distribuție prieteni de-ai lui White printre care Ryan Reynolds, Tina Fey, Robert Redford, Lin-Manuel Miranda, Clint Eastwood, Morgan Freeman, Jay Leno, Carol Burnett, Craig Ferguson, Jimmy Kimmel, Valerie Bertinelli, James Corden, Wendy Malick și Jennifer Love Hewitt .  În plus față de documentarul planificat, revista People a planificat să o aibă pe White pe coperta publicației din 10 ianuarie 2022 și să pregătească o ediție comemorativă separată pentru a sărbători momentul anticipat. 
După moartea lui White, producătorii Steve Boettcher și Mike Trinklein au anunțat într-o postare pe Facebook că producția pre-filmată va avea loc conform programului. 

## Finalul vieții
White a murit în casa ei din cartierul Los Angeles, California, pe 31 decembrie 2021, la vârsta de 99 de ani, cu mai puțin de trei săptămâni înainte de a împlini 100 de ani .  Cu două zile înainte de moartea ei, ea a postat pe Twitter despre cum aștepta cu nerăbdare să-și sărbătorească centenarul. 
Președintele american Joe Biden a făcut o declarație la moartea ei, descriind-o drept o „doamnă drăguță” și o „personalitate culturală căreia i se va simți lipsa”.   Multe celebrități, printre care Ryan Reynolds, Sandra Bullock, Ellen DeGeneres, Seth Meyers, Conan O'Brien, Bob Iger, Paul Feig și Kathy Griffin i-au adus de asemenea un omagiu.  

## Filmografie
- Betty White: 100 Years Young – A Birthday Celebration (2022)
- Toy Story 4 (2019)
- Trouble (2019)
- Betty White Goes Wild (2013)
- Letters to Jackie: Remembering President Kennedy (2013)
- The Lorax (2012)
- Betty White: Champion for Animals (2011)
- Tu, din nou!! (2010)
- Vrei să te însori cu mine? (2009)
- Dorința lui Annie (2005)
- Magia dragostei (2005)
- Boston Legal (2004)
- Casa întoarsă pe dos (2003)
- Crăciun furat (2003)
- O familie mare (2001)
- Ladies Man (1999)
- Monstrul din Lake Placid (1999)
- Un bărbat de succes (1999)
- Dennis, pericol public 2 (1998)
- Inimă de leu (1998)
- Un week-end la țară (1996)
- The Story of Santa Claus (1996)
- Bob (1992)
- O dată în viață (1991)
- Big City Comedy (1986)
- Advise & Consent (1962)
- The Daring Miss Jones (1951)
- Time to Kill (1945)

## Cărți
Cărți pe hârtie
- Betty White's Pet-Love: How Pets Take Care of Us. W. Morrow. 1983.
- Betty White in Person. Doubleday. 1987.
- The Leading Lady: Dinah's Story. Bantam Books. 1991. ISBN 9780385421683. (cu Tom Sullivan)
- Here We Go Again: My Life In Television. Scribner. 1995. ISBN 9780684800424.
- Together: A Novel of Shared Vision. Center Point Pub. 2008. ISBN 9781602852488. (cu Tom Sullivan)
- If You Ask Me (And of Course You Won't). Penguin. 2011. ISBN 9781101514467.
- Betty & Friends: My Life at the Zoo. Penguin. 2011. ISBN 9781101558928.

Cărți audio
- 2004: Here We Go Again (citită de autoare) ISBN: 978-1451613698 [129]
- 2011: If You Ask Me: (Și, desigur, nu o vei face) (citită de autoare), Penguin Audio, ISBN: 978-0-1424-2936-5 [130]